# Поплавок переменной грузоподъёмности

Поплавок переменной грузоподъёмности, сделанный из шприца

Поплаво́к переме́нной грузоподъёмности — поплавок с устройством, позволяющим изменять его грузоподъёмность.

## Виды поплавков переменной грузоподъёмности

### Поршневые

Поплавки переменной грузоподъёмности, сделанные из шприцев объёмом 2 мл

Поплавок с пенопластовой антенной для увеличения грузоподъёмности

Один из механизмов переменной грузоподъёмности поплавка — принцип поршня в глухом цилиндре. Передвигая поршень в цилиндре, можно изменять объём цилиндра под поршнем. Если такой цилиндр опустить в воду, то объём над поршнем образует подъёмную силу. Изменяя смещением поршня этот объём, можно изменять подъёмную силу, действующую на цилиндр. Задействовав такой поршень в устройстве поплавка, можно получить поплавок переменной грузоподъёмности.
Принцип поршня широко используется в промышленных изделиях. В частности в медицинских шприцах. При минимальной доработке медицинский шприц ёмкостью 2 мл превращается в поплавок переменной грузоподъёмности от 0,5 г до 3 г. Ширина регулировки составляет больше 2 г. В готовом медицинском шприце игла заменяется антенной, на конце штока монтируется колечко для крепления к леске. Наличие шкалы на корпусе шприца позволяет вручную установить грузоподъёмность поплавка с точностью 0,1 г.
Поплавок можно снабдить различными антеннами, сделанными из трубок для коктейля. Диаметр антенны зависит от места крепления. В носик шприца можно вставить антенну из дерева диаметром 2 мм. На носик шприца туго надевается трубка диаметром 4 мм. На основание иглы можно надеть трубки диаметром от 3 мм до 6 мм. Антенны всех типов достаточно прочно держатся на своих местах без клея, и, вместе с тем, их легко заменять, особенно антенну на основании иглы. Таким образом, при изготовлении поплавка переменной грузоподъёмности можно обойтись без краски и даже клея. А само изготовление занимает не более получаса. Если необходима большая грузоподъёмность, то сверху на антенну надевается наконечник из пенопласта.

### Наборные
Наборные поплавки переменной грузоподъёмности делают из стержня, на который надевают кусочки пенопласта в форме цилиндров разного размера и конусов таким образом, что поплавок приобретает форму веретена. Также к стержню крепят приспособление для прикрепления к леске. Для увеличения или уменьшения грузоподъёмности поплавка на стержень надевают или снимают с него соответственно определённое число частей. Недостатками такого поплавка является то, что в промежутках между частями застревает вода, и, также, недостаточная чувствительность.

### Пустотелые

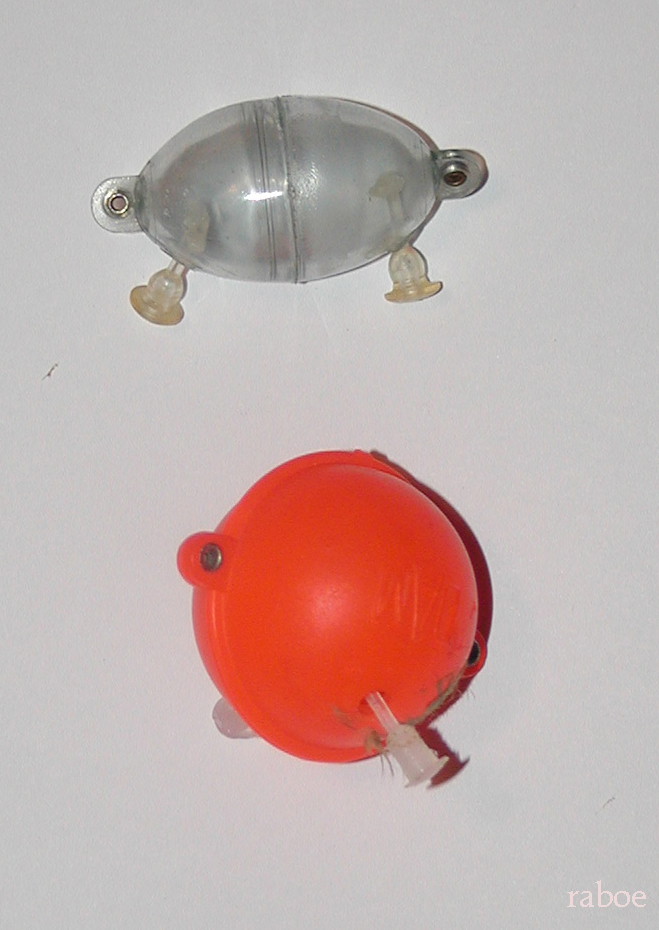
Поплавок-шар

Производители выпускают также пустотелые поплавки-грузила в форме шара. Как правило, они склеены из двух полусфер из прозрачного оргстекла. В них создают два отверстия для заполнения водой и опорожнения. Отверстия закрываются пробочками. Вес поплавка и его грузоподъёмность регулируются различной степенью наполнения водой. Поплавок снабжён двумя диаметрально расположенными проушинами для лески и поводка. Так как такой поплавок в воде очень похож на пузырь, рыба его не боится, и поэтому его применяют при ловле очень пугливой рыбы, такой как голавль.